# Dhoby Ghaut (métro de Singapour)
Dhoby Ghaut est une station de métro à Singapour. 